# Зогбо, Аристид
Аристи́д Бенуа́ Зогбо́ (фр. Aristide Benoît Zogbo; 30 декабря 1981, Абиджан, Берег Слоновой Кости) — ивуарийский футболист, вратарь. Выступал в национальной сборной Кот-д’Ивуара.

## Карьера

### Клубная
Зогбо начинал карьеру в клубе «Иссья Вачи». В 2003 году дебютировал в высшем дивизионе. В 2006 году вместе с клубом выиграл Кубок Кот-д’Ивуара, а год спустя играл в финале этого турнира. В 2007 году перешёл в египетский «Иттихад Аль Шурта» и выступал в нём в течение двух сезонов.
В 2009 году Аристид уехал из Африки, перейдя в израильский «Маккаби» из Нетании. 17 октября 2009 года дебютировал в составе нового клуба, сыграв в матче с «Маккаби» из Петах-Тиквы.

### Международная
В сборной дебютировал 20 августа 2008 года в товарищеском матче с командой Гвинеи. Участвовал в Кубке африканских наций 2010.
В 2010 году тренер «слонов» Свен-Ёран Эрикссон включил Зогбо в заявку на чемпионат мира в качестве одного из дублёров Бабукара Барри.

## Достижения
- Обладатель Кубка Кот-д’Ивуара: 2006